# Amores lejanos (canción)
«Amores lejanos» es una canción interpretada por la banda argentina de rock Enanitos Verdes, la canción fue compuesta por Felipe Staiti e incluida en su ubdecimi album del mismo nombre.

## Historia
Esta canción fue lanzado como el segundo sencillo del mismo album y el octavo en general de su discográfia. La canción se convirtió rápidamente en otro éxito más en toda América Latina.
Según Felipe el significado de la canción refiere a un amor que se separó por motivos políticos y sociales de un lugar para poder vivir en otro mejor y de forma buena.

## Listas
| Listas (2006)                              | Posición |
| ------------------------------------------ | -------- |
| Argentina (Top 100 Charts)                 | 31       |
| Estados Unidos Billboard Hot Latin Tracks  | 58       |
| Estados Unidos Billboard Latin Pop Airplay | 9        |